# Rhipidia (Rhipidia) bellingeri
Rhipidia (Rhipidia) bellingeri is een tweevleugelige uit de familie steltmuggen (Limoniidae). De soort komt voor in het Neotropisch gebied.